# الميدان (اب)

تعديل مصدري - تعديل

الميدان محلة تابعة لقرية الوحيش، التابعة لعزلة الفجرة بمديرية النادرة إحدى مديريات محافظة إب في الجمهورية اليمنية، بلغ تعداد سكانها 121 حسب تعداد اليمن لعام 2004.